# Alphonse Beni
Alphonse Beni, född 1946 i Nkongsamba i Kamerun, död 12 mars 2023 i Yaoundé, var en kamerunsk skådespelare och regissör. Han inledde sin karriär under 1970-talet i erotiskt vågade filmer. Förutom i hemlandet spelade han in filmer i Frankrike och han hade ofta franska och andra utländska finansiärer till sina filmer. Han spelade mot Richard Harrison i dennes actionfilm Three Men on Fire (1986), inspelad i Italien. Han medverkade också i ett par lågbudgetactionfilmer i Hongkong av Godfrey Ho; i en av dessa, Ninja: Silent Assassin (1987), spelade han åter mot Harrison.
I många av hans filmer heter hans rollfigur Baïko.